# Schillingen (Pillkallen)
Schillingen, litauisch Šilingiai, ist ein verlassener Ort im Rajon Krasnosnamensk der russischen Oblast Kaliningrad.
Die Ortsstelle befindet sich nahe der Kommunalstraße 27K-058 zwei Kilometer nördlich von Tretjakowo (Sodargen) an dem kleinen Fluss Poddubnaja (dt. Padoduppe, 1938 bis 1945: Bruche).

## Geschichte

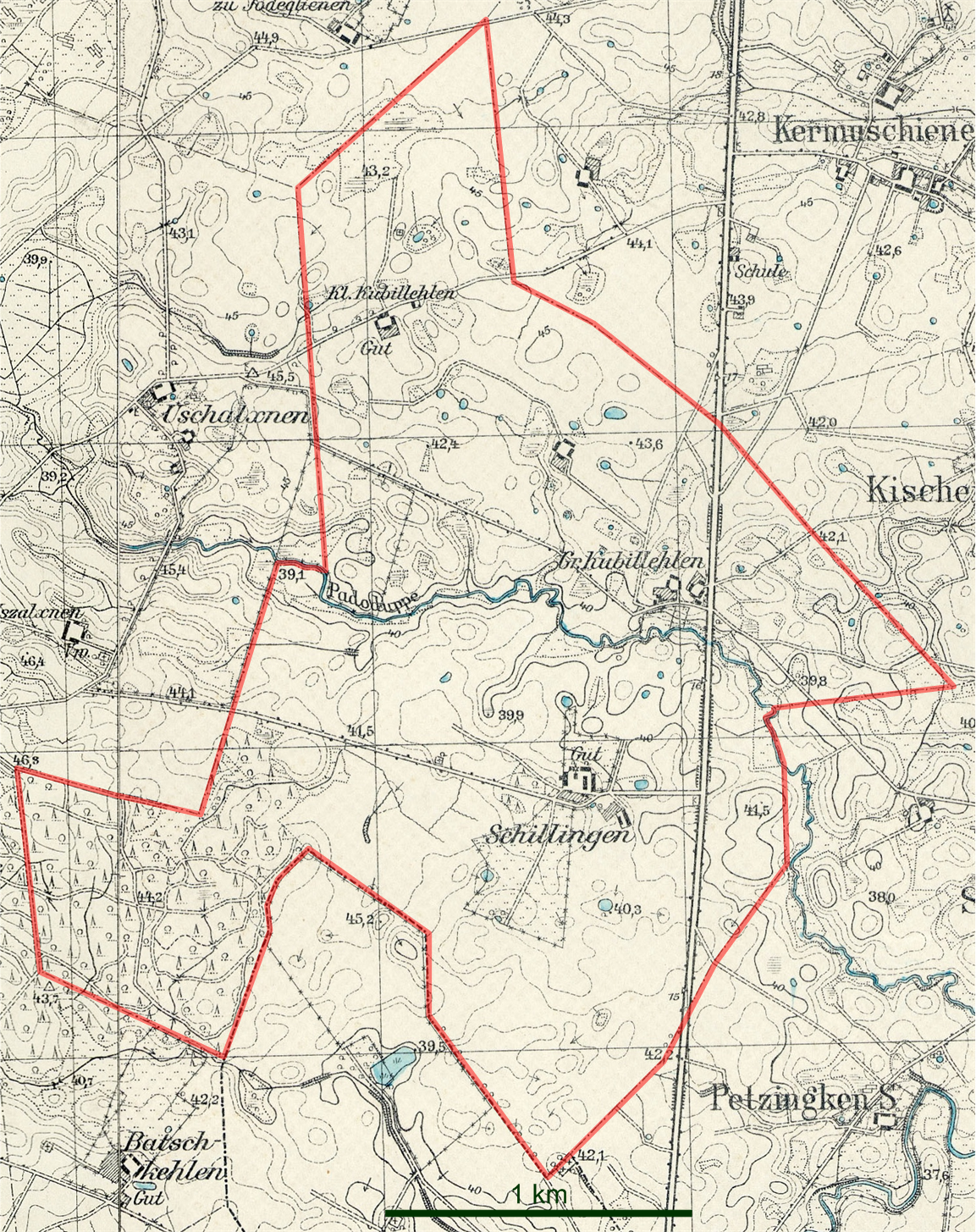
Die Gemeinde Schillingen auf einem Messtischblatt von 1937

Das Gut Schillingen wurde 1631 mit der Verleihung von sechs kölmischen Hufen begründet. Es hieß zunächst wie das Nachbardorf Kubillen bzw. Kubbillehlen. Um 1780 war Schillingen ein kölmisches Gut. 1874 wurde der Gutsbezirk Schillingen in den neu gebildeten Amtsbezirk Pieraggen im Kreis Pillkallen eingegliedert. 1928 wurden die beiden Gutsbezirke Schillingen und Klein Kubillehlen (s. u.) mit der Landgemeinde Groß Kubillehlen (s. u.) zur neuen Landgemeinde Schillingen zusammengefasst. 1945 kam der Ort in Folge des Zweiten Weltkrieges mit dem nördlichen Ostpreußen zur Sowjetunion. Einen russischen Namen erhielt er nicht mehr.

### Einwohnerentwicklung
| Jahr | Einwohner | Bemerkungen                                           |
| ---- | --------- | ----------------------------------------------------- |
| 1867 | 64        |                                                       |
| 1871 | 63        |                                                       |
| 1885 | 56        |                                                       |
| 1905 | 46        |                                                       |
| 1910 | 57        |                                                       |
| 1925 | 31        |                                                       |
| 1933 | 81        | Einschließlich Groß Kubillehlen und Klein Kubillehlen |
| 1939 | 92        |                                                       |

### Groß Kubillehlen
Der Ort tauchte erstmals im Jahr 1580 als Doguppenen in den Akten auf als Abzweigung der 1540 erstmals erwähnten Streusiedlung Warlauc. Mitte des 17. Jahrhunderts hieß das Dorf auch Kubillen. Um 1780 war Groß Kubillehlen ein königliches Bauerndorf. 1874 wurde auch die Landgemeinde Groß Kubillehlen in den Amtsbezirk Pieraggen eingegliedert. Zeitweise gehörte der Ort auch zum Amtsbezirk Warningken. Nach der Eingliederung von Groß Kubillehlen in die Landgemeinde Schillingen wurde sein Ortsteilname 1938 aufgehoben.

#### Einwohnerentwicklung
| Jahr | Einwohner |
| ---- | --------- |
| 1867 | 44        |
| 1871 | 33        |
| 1885 | 32        |
| 1905 | 32        |
| 1910 | 33        |

### Klein Kubillehlen
Klein Kubillehlen wurde im Rahmen der Ödlandkolonisation unter Friedrich dem Großen 1777 als Erbfreigut gegründet. 1874 wurde auch der Gutsbezirk Klein Kubillehlen in den Amtsbezirk Pieraggen eingegliedert. Nach der Eingliederung von Klein Kubillehlen in die Landgemeinde Schillingen wurde sein Ortsteilname 1938 aufgehoben.

#### Einwohnerentwicklung
| Jahr | Einwohner |
| ---- | --------- |
| 1867 | 9         |
| 1871 | 10        |
| 1885 | 8         |
| 1905 | 8         |
| 1910 | 8         |

## Kirche
Schillingen, Groß und Klein Kubillehlen gehörten zunächst zum evangelischen Kirchspiel Schirwindt; Groß Kubillehlen und Schillingen seit der Errichtung der dortigen Kirche 1895 dann zum evangelischen Kirchspiel Groß Warningken.